# مردی برای تمام فصول (فیلم ۱۹۶۶)

## نام
نام نمایشنامهٔ رابرت بولت، مور را به عنوان مردی باوجدان نشان می‌دهد که تحت هر شرایطی و در هر زمان به اصول و مذهب خود وفادار می‌ماند. بولت این عنوان را از رابرت ویتینگتون، یکی از معاصران مور، وام گرفت که در سال ۱۵۲۰ دربارهٔ او نوشت:
«مور مردی با هوش و مهارت یک فرشته است. من همنوعش را نمی‌شناسم زیرا کجاست مرد با آن نرمی و فروتنی و مهربانی؟ و همانطور که زمان ایجاب می‌کند، مردی با شادی و سرگرمی شگفت انگیز، و گاهی اوقات جاذبه غم انگیز. مردی برای تمام فصول».